# Episodi di Agente speciale (quinta stagione)
La quinta stagione della serie televisiva Agente speciale, composta da 26 episodi, è stata trasmessa in Gran Bretagna dal canale ITV dal 14 gennaio 1967 al 18 novembre 1967.
| nº | Titolo Originale                                 | Titolo italiano              | Prima TV UK       | Prima TV ITALIA  |
| -- | ------------------------------------------------ | ---------------------------- | ----------------- | ---------------- |
| 1  | From Venus with Love                             | Da Venere con amore          | 14 gennaio 1967   | 16 novembre 1973 |
| 2  | The Fear Merchants                               | I mercanti di paura          | 21 gennaio 1967   | 23 novembre 1973 |
| 3  | Escape in Time                                   | Fuga nel tempo               | 28 gennaio 1967   | 5 luglio 1974    |
| 4  | The See-Through Man                              | L'uomo invisibile            | 3 febbraio 1967   | 11 gennaio 1974  |
| 5  | The Bird Who Knew Too Much                       | Il capitano Crusoe           | 11 febbraio 1967  | 18 gennaio 1974  |
| 6  | The Winged Avenger                               | Il vendicatore alato         | 17 febbraio 1967  | 10 maggio 1974   |
| 7  | The Living Dead                                  | Morto vivente                | 25 febbraio 1967  | 15 febbraio 1974 |
| 8  | The Hidden Tiger                                 | La tigre nascosta            | 4 marzo 1967      | 28 dicembre 1973 |
| 9  | The Correct Way to Kill                          | Un modo corretto di uccidere | 11 marzo 1967     | 14 dicembre 1973 |
| 10 | Never, Never Say Die                             | Gli indistruttibili          | 18 marzo 1967     | 28 giugno 1974   |
| 11 | Epic                                             | Una straordinaria avventura  | 1º aprile 1967    | 24 maggio 1974   |
| 12 | The Superlative Seven                            | Uno su sette                 | 8 aprile 1967     | 21 dicembre 1973 |
| 13 | A Funny Thing Happened on the Way to the Station | Servizio di sicurezza        | 15 aprile 1967    | 15 marzo 1974    |
| 14 | Something Nasty in the Nursery                   | Ritorno all'infanzia         | 22 aprile 1967    | 31 maggio 1974   |
| 15 | The Joker                                        | Il jolly                     | 29 aprile 1967    | 25 gennaio 1974  |
| 16 | Who's Who???                                     | Chi dei due?                 | 6 maggio 1967     | 14 giugno 1974   |
| 17 | Return of the Cybernauts                         | Il ritorno del cibernauta    | 30 settembre 1967 | 19 luglio 1974   |
| 18 | Death Door                                       | La porta della morte         | 7 ottobre 1967    | 7 dicembre 1973  |
| 19 | The £50.000 Breakfast                            | Diamanti a colazione         | 14 ottobre 1967   | 30 novembre 1973 |
| 20 | Dead Man's Treasure                              | Il tesoro del morto          | 21 ottobre 1967   | 2 maggio 1974    |
| 21 | You Have Just Been Murdered                      | Sei appena stato assassinato | 28 ottobre 1967   | 9 novembre 1973  |
| 22 | The Positive-Negative Man                        | Il progetto 90               | 4 novembre 1967   | 12 luglio 1974   |
| 23 | Murdersville                                     | Benvenuti a Little Storping  | 11 novembre 1967  | 4 gennaio 1974   |
| 24 | Mission Highly Improbable                        | Un esperimento stupefacente  | 18 novembre 1967  | 21 luglio 1974   |